# سندرم کوهن-گیبسون
سندرم کوهن-گیبسون (انگلیسی: Cohen-Gibson syndrome) نوعی رشد بیش از اندازه است که مشخصه‌اش دیسمورفی و بدشکلی اجزاء صورت و ناتوانی‌های هوشی-ذهنی است. در برخی موارد، کژپشتی، هیپوتونی، اشکال در راه‌رفتن به سبب ناهنجاری‌های اسکلتی و فتق ناف نیز در مبتلایان دیده می‌شود.

## دلیل ژنتیکی بروز
علت بروز این بیماری ژنتیکی، جهش بدمعنی در پروتئین پلی‌کام ئی‌ئی‌دی است که سبب کاهش سطح اچ۳کی۲۷ام‌ئی۳ شده و در نتیجه، عملکرد پی‌آرسی۲ از میان می‌رود.

## تشخیص
علاوه برشرح حال دقیق و معاینه‌های کامل پزشکی، غربال‌گری‌ها و آزمایش‌های ژنتیکی به تشخیص این بیماری کمک می‌کند.

## همه‌گیرشناسی
این بیماری نادر است و میزان بروز و شیوع آن نامشخص است. این اختلال مرد و زن را به یک میزان مبتلا می‌کند و در نژادهای ترک، هیسپانیک، ژاپنی و قفقازی گزارش شده‌است.

## تاریخچه
این بیماری نام خود را از دو متخصص ژنتیک کانادایی در دانشگاه بریتیش کلمبیا به نام‌های «آنا اس.اِی. کوهن» و «ویلیام تی. گیبسون» می‌گیرد.